# Данн, Джеффри
Джеффри Данн (англ. Jeffrey Dunn; 22 апреля 1961, Ньюкасл-апон-Тайн, Великобритания), также известный под псевдонимом Mantas — британский метал-гитарист и композитор, один из основателей британской трэш/блэк-метал группы Venom в 1979 году.
Виртуозные гитарные партии, переходы и соло, написанные и примененные Джеффри в песнях Venom стали предпосылкой для развития и популяризации более тяжелых и экстремальных жанров рок-музыки, таких как, спид-метал, дэт-метал и прежде всего, трэш-метал. Некоторое влияние группа оказала также и на зарождающийся грайндкор.
Влияние коллектива в целом отмечали ведущие группы жанра треш-метал: Slayer, Exodus, Metallica и другие признанные классики жанра трэш-метал, которые, опираясь на музыку Venom, выработали и усовершенствовали свой собственный стиль, вместе с тем, окончательно сформировав к середине 80-х основы жанра трэш-метал.

## Биография
В 1979, в возрасте 18-ти лет Джефф вместе с 2 друзьями основывают группу Guillotine (Гильотина), фактически, «фундамент» для Venom. В конце осени 1979-го, в коллектив приходит Конрад Лант. В данном составе, трио записывает свои наиболее важные и значимые работы — альбомы Welcome to Hell (1981) и Black Metal в 1982 году. В общей сложности, в составе Venom, Джефф записал 9 студийных и 6 мини-альбомов (EP).
В 1986 году Джефф начинает сольную карьеру и основывает одноимённую своему псевдониму группу.

## Дискография

### Venom
- Welcome to Hell (1981)
- Black Metal (1982)
- At War with Satan (1984)
- Possessed (1985)
- Prime Evil (1989)
- Temples of Ice (1991)
- The Waste Lands (1992)
- Cast in Stone (1997)
- Resurrection (2000)

### Mantas
- Winds of Change (1988)
- Deceiver (1988)
- Zero Tolerance (2004 — сингл)
- Zero Tolerance (2004 — альбом)

### M-pire of Evil
- Creatures of the Black (2011)
- Hell to the Holy (2012)
- Demone (2013)
- Crucified (2013)
- Double Jeopardy (2014)
- Live Forum Fest VI (2014)